# Sankuru
Sankuru is sinds 2015 een van de 26 provincies van de Democratische Republiek Congo. Het gebied, centraal in het land gelegen, is ruim 100.000 vierkante kilometer groot en telde in december 2005 naar schatting 1,4 miljoen inwoners. De provinciehoofdstad De provinciehoofdstad was Lodja, nu Lusambo. De provincie is genoemd naar de Sankuru-rivier die erdoorheen loopt.

## Bestuurlijke herindeling
In de koloniale tijd lag het grondgebied van Sankuru in de provincie Lusambo. Na de onafhankelijkheid werd het een aparte provincie. Door een bestuurlijke reorganisatie werd Sankuru met ingang van 1 juli 1966 een district binnen de nieuwe provincie Oost-Kasaï. In de constitutie van 2005 was voorzien dat de provinciale indeling van vóór 1966 min of meer hersteld zou worden. Dit was gepland voor februari 2009 maar werd pas uitgevoerd in 2015. Het aantal provincies van Congo-Kinshasa werd daarbij terug van 11 naar 26 gebracht. 
In maart 2016 werden door het parlement gouverneurs verkozen voor de nieuwe provincies. Daarvoor lag het bestuur bij voorlopige commissarissen.

## Grenzen
De provincie Sankuru ligt tussen zeven andere provincies:
- Tshuapa in het noorden
- Tshopo in het noordoosten
- Maniema in het oosten
- Lomami in het zuidoosten
- de verkleinde provincie Oost-Kasaï in het zuiden
- Centraal-Kasaï in het zuidwesten
- Kasaï in het westen.

## Districten

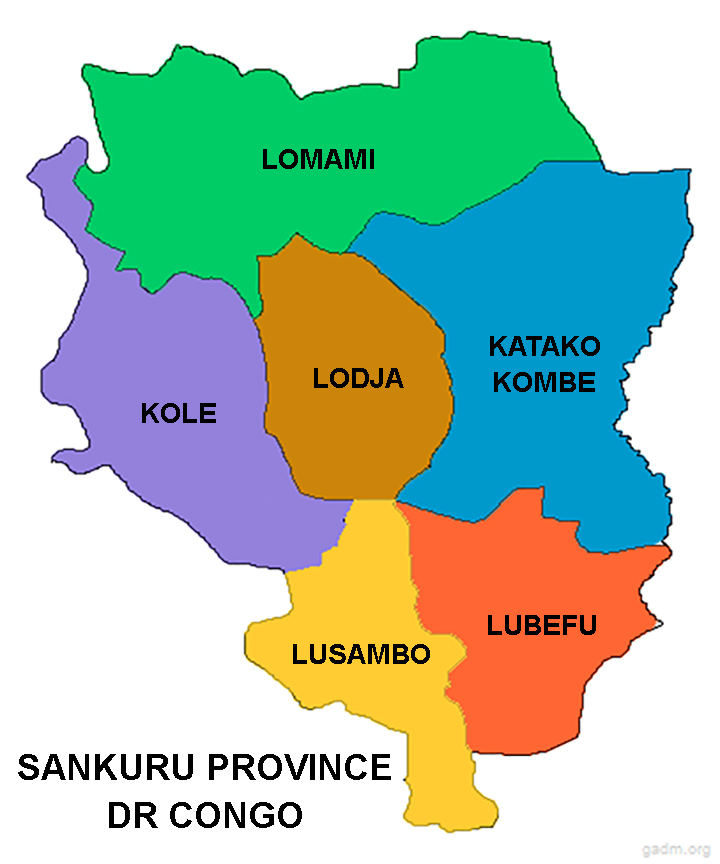
Districten van de provincie Sankuru.

* = een stadsprovincie